# 你睇！！多啦A夢嚟啦！誕生前100年祭

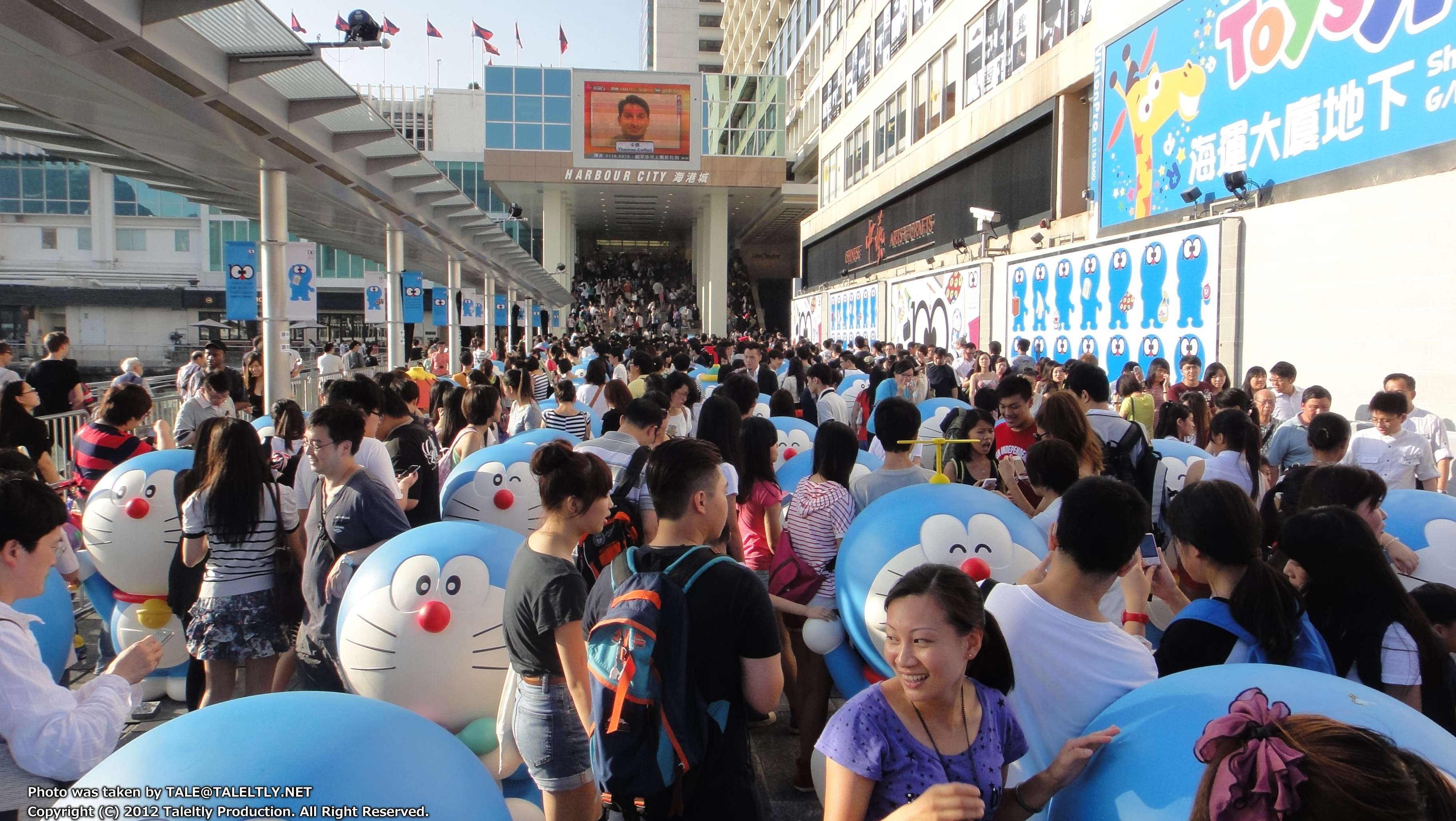

你睇！！多啦A夢嚟啦！誕生前100年祭是一個紀念著名日本漫畫人物誕生前100年（故事設定多啦A夢誕生於2112年9月3日）的展覽。該展覽以香港為亞洲第一站舉行，其後移師到其他亞洲展出。
展覽第一站於香港尖沙咀海港城在2012年8月14日至9月16日期間舉行，為香港史上最大規模的多啦A夢展覽。展覽由海港城與國際影業有限公司主辦、日本藤子工作室及小學館集英社製作有限公司協助支援、並由創作單位AllRightsReserved策展及企劃。

## 展覽背景
日本漫畫家藤子·F·不二雄筆下最著名的漫畫作品《多啦A夢》，主要是敘述一隻來自22世紀的貓型機械人—多啦A夢，受原本主人野比小雄（世修）的託付，回到20世紀，幫助世修的高祖父野比大雄的故事。此漫畫自1969年開始連載，藤子·F·不二雄親自執筆連載了1345回，並至少有短篇單行本50冊（含PLUS）已經發行，原著大長篇漫畫有17本（加上其弟子所編繪之大長篇則有24本以上），成為了日本漫畫界的代表作品之一，在港澳台地區廣受歡迎。多啦A夢誕生於2112年，故此，2012年是多啦A夢誕生前100年。

## 展區
展區主要分為3大部份，即「100個多啦A夢嚟啦！戶外展覽」、「三大經典名場景」及「未來法寶概念展」。 室內展覽面積超過1,850平方米，多媒體體驗區佔地850平方米。

### 100個多啦A夢嚟啦！戶外展覽

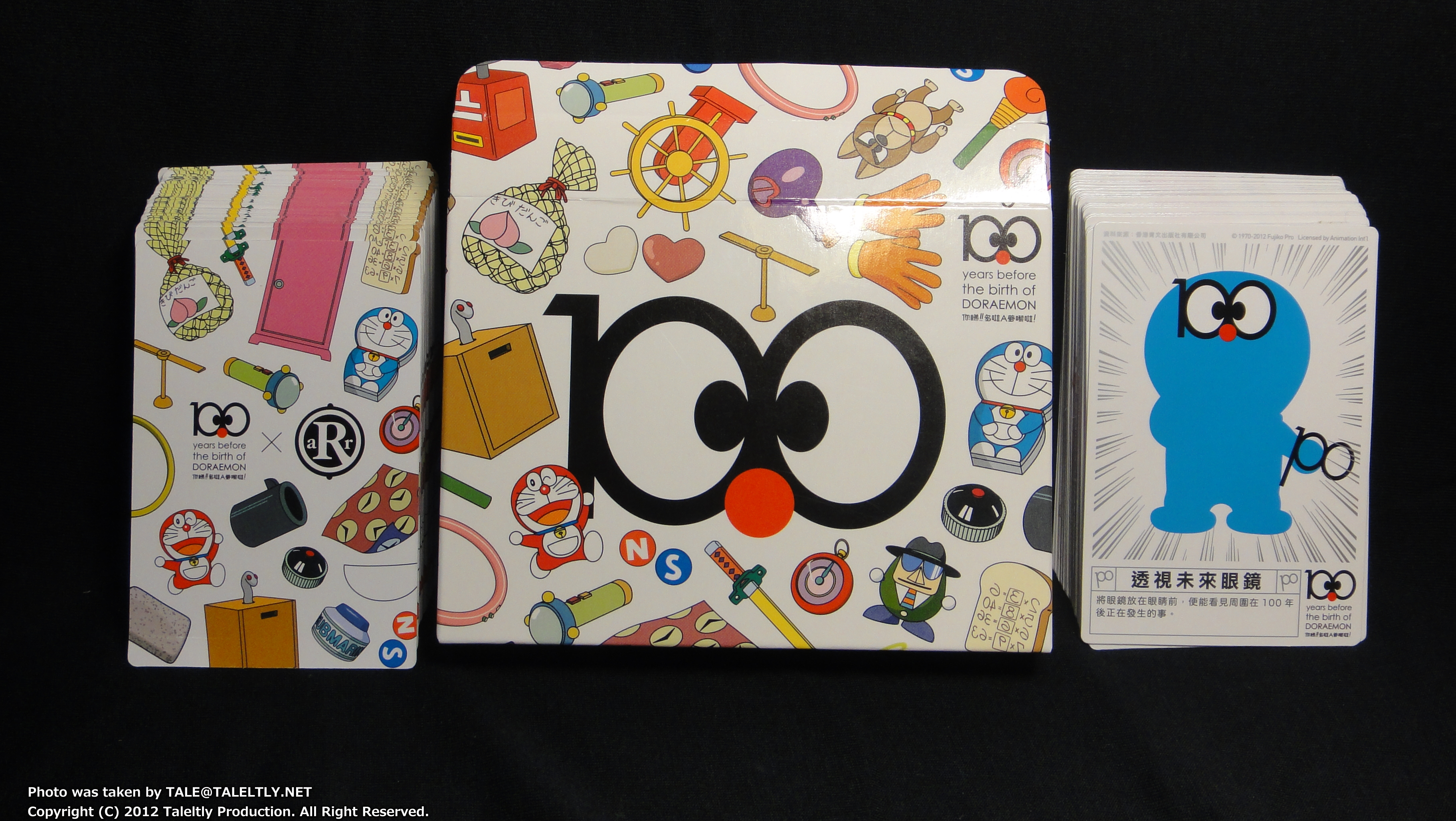
限量1000份的珍藏版多啦A夢神奇法寶卡

在海港城海運大廈露天廣場會放置100個1:1的多啦A夢、手持100件不同的神奇法寶，是全球首次展出。100個當中有92個放置於露天廣場，另外8個放置於連接至海港城的行人樓梯上。在100個的多啦A夢前端放置《多啦A夢》裡的最常用法寶之一隨意門。2012年9日3日正是多啦A夢誕生前100周年，當日會有一隻多啦A夢擺放在天星小輪，另外於9月3日後增加一隻元祖多啦A夢（多啦A夢最初期的模樣，身體為蛋黃色、有着尖形耳朵）。
每個多啦A夢都附有獨立QR Code，用手機程式掃描可解讀法寶用法，9月16日前在Facebook與朋友分享可參加有奬遊戲，有機會贏取限量1000份珍藏版神奇法寶卡。
100個手持不同法寶的多啦A夢列表(按QR Code編號順序排列)
| 手持                      | 在動畫裡的功能                                                         |
| ------------------------- | ---------------------------------------------------------------------- |
| 透視未來眼鏡 (另有元祖版) | 戴上後能看到周圍在 100 年後發生的事。                                  |
| 記憶麵包                  | 將想背誦的內容印在麵包上，吃掉後立即刻在腦中。                         |
| 空氣砲                    | 發射出的空氣會變成硬塊，把人打倒。                                     |
| 竹蜻蜓                    | 戴上後可以飛上天。                                                     |
| 水壓槍                    | 可發出強力衝擊氣波的水中專用槍。                                       |
| 從心所欲手袋              | 說出想要東西，便能從袋中取出。                                         |
| 變換窗外景物機            | 利用這个機器，可透過家中的窗看到其他房子窗戶看到的景色。               |
| 時間布                    | 紅色是未來；藍色是過去，用它包着物品可變年輕或變老；包死物可變新或舊。 |
| 失憶棒                    | 有時間掣，可調校指定時間來指定想忘記的事情。                           |
| 夢幻眼鏡                  | 戴上後，動植物會看似童話中人類懂得思考和說話。                         |
| 時間閘                    | 閘門關得愈多，時間流得愈慢；關掉所有閘門，時間便停止流動。             |
| 賄賂器                    | 拿着它的人，對於別人任何要求都無法拒絕。                               |
| 引路天使                  | 載在手上問他問題，它便給你最好的答案。                                 |
| 溫泉雙子探測器            | 當接近溫泉地方時，就會發出通報聲。                                     |
| 神劍電光丸                | 裝有擊倒對手裝置，拿着他睡夢中也能擊敗對手。                           |
| 迷你                      | 它能拿出各種，但均是迷你版。                                           |
| 情侶傘                    | 在傘下站 5 分鐘，左邊的人便會愛上右邊的人。                            |
| 季節罐頭                  | 拉開罐頭拉環，周圍環境就會變成秋季，有效期 8 小時。                    |
| 唯命是從帽                | 戴在目標人物上，那人便會照你發出的司令行動。                           |
| 雷雲                      | 一拉繩就會產生雷聲。                                                   |
| 黑影剪刀                  | 可將自己影子剪下，影子會成為替身辦事。                                 |
| 鼴鼠手套                  | 戴上後便可如鼴鼠般挖地道。                                             |
| 蛇頭怪人                  | 被蛇頭發出的光線射中，肌肉都會變成石頭而不能動。                       |
| 來來貓                    | 會替你招喚客人的機械貓。                                               |
| 提前延遲栗子              | 這可把預定的事情提前或延遲發生。                                       |
| 倍增鏡                    | 鏡子照到的東西，會變成實物走出來。                                     |
| 呼喚猛獸斗篷              | 披上後會吸引附近猛獸過來。                                             |
| 說謊800                   | 喝下它後，所說的話都會變成謊話。                                       |
| 回憶古龍水                | 塗在玩偶上，能勾起對玩偶的回憶。                                       |
| 特快回信郵筒              | 信件放進郵筒，便能即時獲回覆。                                         |
| 救命木筏                  | 不用時很小，需要時會變大，浮在水面作求生用。                           |
| 增加氣氛樂團              | 當有人情緒起伏，樂團就會演出適當樂曲，增強氣氛。                       |
| 停止秒錶                  | 可停止時間，避過危險。                                                 |
| 相思古龍水                | 塗在玩偶上，便能明白玩偶的想法。                                       |
| 超級手套                  | 載上後力量變得超強大。                                                 |
| 竹馬                      | 讓人練習高蹺的，能以超速行走。                                         |
| 迷你虎之卷                | 用口咬着，便能使出「變身老鼠」、「跳躍」及「穿牆過壁」的忍法。         |
| 黑白色筒穴筆              | 將物件放進由黑筆畫出的圓圈中，物件便會由白筆的圓圈跌出來。             |
| 時光腰帶                  | 繫在腰上就能進行時間的旅行。                                           |
| 食用太空衣                | 吃下後，皮膚會變成太空衣，使人能在宇宙中活動。                         |
| 通訊球                    | 可以飛上天空，搜索東西。                                               |
| 電腦鉛筆                  | 就算是多難的問題，都能用這支筆都可以輕易解答。                         |
| 愛神之箭                  | 中了這箭的人會立即愛上射箭的人。                                       |
| 通過環                    | 貼在想穿越的地方就可通過。                                             |
| 變身葉                    | 將它放在頭上能發射腦電波，令對方產生幻覺。                             |
| 正直太郎                  | 公仔會說出拿着他那個人心中所想的東西。                                 |
| 說謊機                    | 即使多荒唐的話，經這說謊機說出，別人都會當真。                         |
| 隨意操縱機                | 任何東西裝上它，都可以操縱及移動。                                     |
| 走出童話鞋子              | 穿上後可走進童話故事裏，改變故事情節。                                 |
| 縮小電筒                  | 任何東西被照到都會縮小。                                               |
| 討厭墨魚                  | 被墨汁噴到，就會成為犯眾憎。                                           |
| 忠心機械狗                | 當它被調整為效忠一個人後，就變成那人的忠實朋友。                       |
| 南北極徽章                | 戴上相同記號的會相斥，不同的便會相吸成好友。                           |
| 隱形斗篷                  | 披上後便會隱形了。                                                     |
| 光粉                      | 灑在岩石上會長出發光青苔，適合洞穴中使用。                             |
| 倒地殺手                  | 投入 10 圓後說出討厭的人的名字，那人便會絆倒三次。                     |
| 魯賓遜飄流用具            | 內有生活必需品，利用它能瞬間扺達荒島體驗無人生活。                     |
| 咒語相機                  | 按下快門，會出現被拍者的玩偶。只要打這個玩偶，真人都感痛楚。           |
| 救命咕臣                  | 將它拋出便會瞬間膨脹變成巨大咕臣。                                     |
| 無線電話型無線電          | 只要雙方手持聽筒，就可通話。                                           |
| 算了棒                    | 用這棒掩住憤怒的人的口，那人怒氣便一掃而空。                           |
| 投手帽                    | 戴了後就能成為投球好手。                                               |
| 令人感動噴霧              | 被噴後，就算是一件普通事都會覺得很隆重。                               |
| 失憶草                    | 嗅到這草氣味，便會把一切忘記。                                         |
| 倍增液                    | 滴上 5 分鐘後，物件數量會增加一倍，再過 5 分鐘再倍增。                 |
| 願望實現機                | 這機會用自然方式，為你實現願望。                                       |
| 顛倒筆                    | 任何東西被這筆碰到，其作用便會變成相反。                               |
| 獨裁按鈕                  | 說出某人名字按下按鈕，那人便會遭世人忘記。                             |
| 天神機械人                | 幫了天神後，它會為你實現三個願望。                                     |
| 飢餓蝗蟲                  | 被這蟲纏上的人，會反省過錯，並向別人道歉。                             |
| 動物藥膏                  | 在石上塗上藥膏，石頭便會變成小狗。                                     |
| 放大電筒                  | 任何物件被光線照到都會變大。                                           |
| 防水繩索                  | 範圍內與水隔絕，即使不懂游泳的人也能水中漫步。                         |
| 宣傳糖發射器              | 給人們吃這糖，吃了的人便會頻頻說著被宣傳的東西，聽見的人就想要這東西。 |
| 桃太郎飯糰                | 動物吃下後，便會聽從你的說話。                                         |
| 招財貓食品                | 給貓兒吃了便會變成招財貓。                                             |
| 深海乳霜                  | 塗滿全身，便能抵擋萬米深海的水壓。                                     |
| 測試情侶的徽章            | 結婚前，用來事先測試婚姻會否美滿的徽章。                               |
| 夢風鈴                    | 用來召集睡眠中的人，並能操控他們。                                     |
| 阿拉丁神燈                | 擦一擦神燈，便會冒出燈神，它會聽從你說話。                             |
| 還原光線                  | 被還原光線照一照，就能恢復原狀。                                       |
| 迷失路牌                  | 只要豎起這路牌，誰也不能到達目的地。                                   |
| 全天候襟章                | 將轉盤撥到喜歡的季節然後戴上，身邊3米範圍便變成那季節。                |
| 翻譯糕                    | 吃了它後可明白任何語言，溝通無阻。                                     |
| 換衣相機                  | 將衣服圖片放入相機後拍照，被拍者便能穿上圖片中的衣服。                 |
| 聲意凝固劑                | 飲了它然後大叫，聲意便會凝固成固體並飛起來。受訓練後更可坐在字上飛行。 |
| 時間感長光線              | 被光線射過的人會感到 10 分鐘如 1 小時般漫長。                          |
| 去去狗                    | 不讓人逗留某個地方時用的。                                             |
| 房子機械人                | 將它放在屋頂中央，家中物件就會變成機械人替你做事。                     |
| 石頭帽                    | 戴上後，就會變成路邊石頭一樣，沒人會注意到你存在。                     |
| 臭氣藥水                  | 這藥水會發放出不愉快的放射能量，所有人都會遠離被滴者。                 |
| 惡魔的護照                | 只要展示這護照，別人就會無條件地容許他做壞事。                         |
| 室內旅行機                | 這可讓自己在房間裡利用立體映，像去享受旅行的暢快心情。                 |
| 進化退化光線槍            | 用這光線槍照射生物，使之進化或退化。                                   |
| 精力充沛鏈                | 載上後上鏈，做任何動作都會變得極快。                                   |
| 時間火炬                  | 利用這個火炬可以親眼看到時光的流逝。                                   |
| 實物圖鑑                  | 拍打圖鑑內頁，可取出實物來研究，包括動植物、昆蟲等。                   |
| 風神扇                    | 撥動這葵扇時可產生比一般扇子強很多倍的大風，甚至可利用它來飛行。       |
| 初次體驗印章              | 被蓋上印章的人，無論做什麼事都有一種初次體驗的感覺。                   |
| 萬事通行證                | 一張無論是什麼地方也能自由出入的通行證。                               |

### 三大經典名場景

#### 大雄再見嫲嫲的真摯回憶
「大雄再見嫲嫲的真摯回憶」是取自《多啦A夢》一個短篇故事，故事講述大雄找到奶奶親手作的玩具小熊，懷念已經過世的奶奶，大雄利用多啦A夢的時光機返回到大雄自己三歲、嫲嫲仍然在世的時候，令兩嫲孫能碰面。場景位於海運大廈地下。

#### 臨別大雄的晚上
「多啦A夢臨別大雄的晚上」是取自《多啦A夢》一個短篇故事，故事講述多啦A夢回到未來前，大雄走去與胖虎正面交鋒，雖然被打到滿身傷痕，但仍不服輸，以行動證明有能力獨自面對挫折，讓多啦A夢安心離開。場景位於港威大道，8月18日後搬至海洋中心二階的海景長廊。

#### 大雄與靜香結婚的幸福畫面
「大雄與靜香結婚的幸福畫面」是取自《多啦A夢》一個短篇故事，故事講述多啦A夢回到未來後，大雄仍憑自己努力追得靜香並且結婚。場景位於海洋中心4樓。

### 概念展
未來法寶概念展（英語：Concept Expo: Gadgets in the future）展出來自香港、中國、日本、南韓、台灣、新加坡、西班牙和瑞典等的創意單位，以多啦A夢主題創造出近30多件充滿夢想與創意的概念設計品，概念展開放時間為每日上午11時至下午9時，展覽館外還有一個《多啦A夢》法寶「如果電話亭」。

## 資料來源
1. ↑  .   [2012-09-17]. （原始内容存档于2020-10-25）.
2. ↑  .   [2015-03-05]. （原始内容存档于2020-02-02）.
3. ↑  .   [2012-09-17]. （原始内容存档于2012-11-04）.

## 外部連結
- 「你睇!! 嚟啦！誕生前100年祭」展覽 雅虎Blog （页面存档备份，存于）
- 「你睇!! 嚟啦！誕生前100年祭」展覽 Facebook （页面存档备份，存于）
- 「你睇!! 嚟啦！誕生前100年祭」展覽 影片 （页面存档备份，存于）